# Авиатор (альбом)
«Авиатор» — студийный электрический альбом Ольги Арефьевой и группы «Ковчег», изданный в 2010 году.
Презентация альбома состоялась 26 сентября 2010 в ЦДХ. Альбом был выложен на сайте Kroogi.

## Список композиций
Все песни написаны Ольгой Арефьевой.
| №   | Название           | Длительность |
| --- | ------------------ | ------------ |
| 1.  | «Авиатор»          | 5:26         |
| 2.  | «Голем»            | 3:49         |
| 3.  | «Ефросинья»        | 5:05         |
| 4.  | «Саван»            | 4:31         |
| 5.  | «Асимметрия»       | 6:00         |
| 6.  | «Птичка»           | 5:37         |
| 7.  | «Длинная»          | 5:02         |
| 8.  | «Сансара»          | 3:32         |
| 9.  | «Вавилон»          | 4:42         |
| 10. | «Начинай»          | 5:01         |
| 11. | «Семь с половиной» | 7:30         |

## Участники записи
- Ольга Арефьева — вокал, скретчинг (8), автор
- Пётр Акимов — клавишные, виолончель, музыка, автор
- Сергей Индюков — гитара
- Сергей Суворов — бас-гитара
- Андрей Чарупа — барабаны, перкуссия
- Тимур Ибатуллин и Анатолий Жемир — программирование ("Асимметрия")

### Технический персонал
- Запись, сведение, мастеринг - Сергей Суворов
- Рисунки, дизайн, верстка - Алексей Ларионов
- Выпуск - Олег Коврига, "Отделение ВЫХОД", 2010 год

## Критика
Гуру Кен посчитал альбом наиболее литературным из выпущенных Арефьевой на тот момент и предположил, что сложность тем не позволит пластинке стать по-настоящему массовой даже среди рок-аудитории. «Заброшена мантрообразная ритмичность слога, теперь Арефьева плотно утрамбовывает внутри песен мириады искристых образов: „И теперь вот стою с пробитой улыбкой рыбы, В водной больной стихии не разорвать дыры бы…“ <…> Иногда плотность образов кажется чрезмерной, даже нарочитой („Асимметрия“, „Семь с половиной“). Но чаще — изысканной и тонко смастеренной». Качество текстов положительно оценил и Алексей Мажаев, также он отметил высокий уровень вокала и улучшение аранжировок и особо выделил заглавную песню. Одним из лучших альбомов года посчитала «Авиатор» Екатерина Борисова: «Очень красивый, очень личный и очень отважный альбом. Настолько откровенно о любви и смерти с нашим слушателем не разговаривает, пожалуй, больше никто».